# Масонство Принса Холла
Масонство Принса Холла происходит от исторических событий, которые привели к появлению традиции отдельных, преимущественно афро-американских, масонских, братских организаций в Северной Америке. Половина великих лож Принса Холла считаются регулярными по принципам признания ОВЛА.

## История

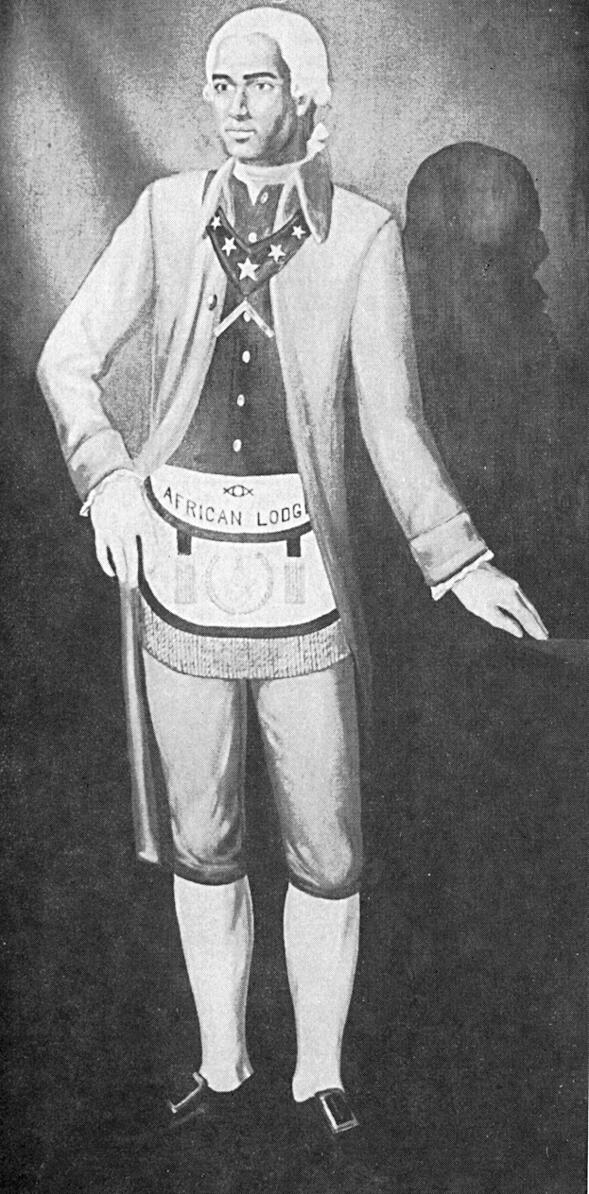
Принс Холл — первый великий мастер

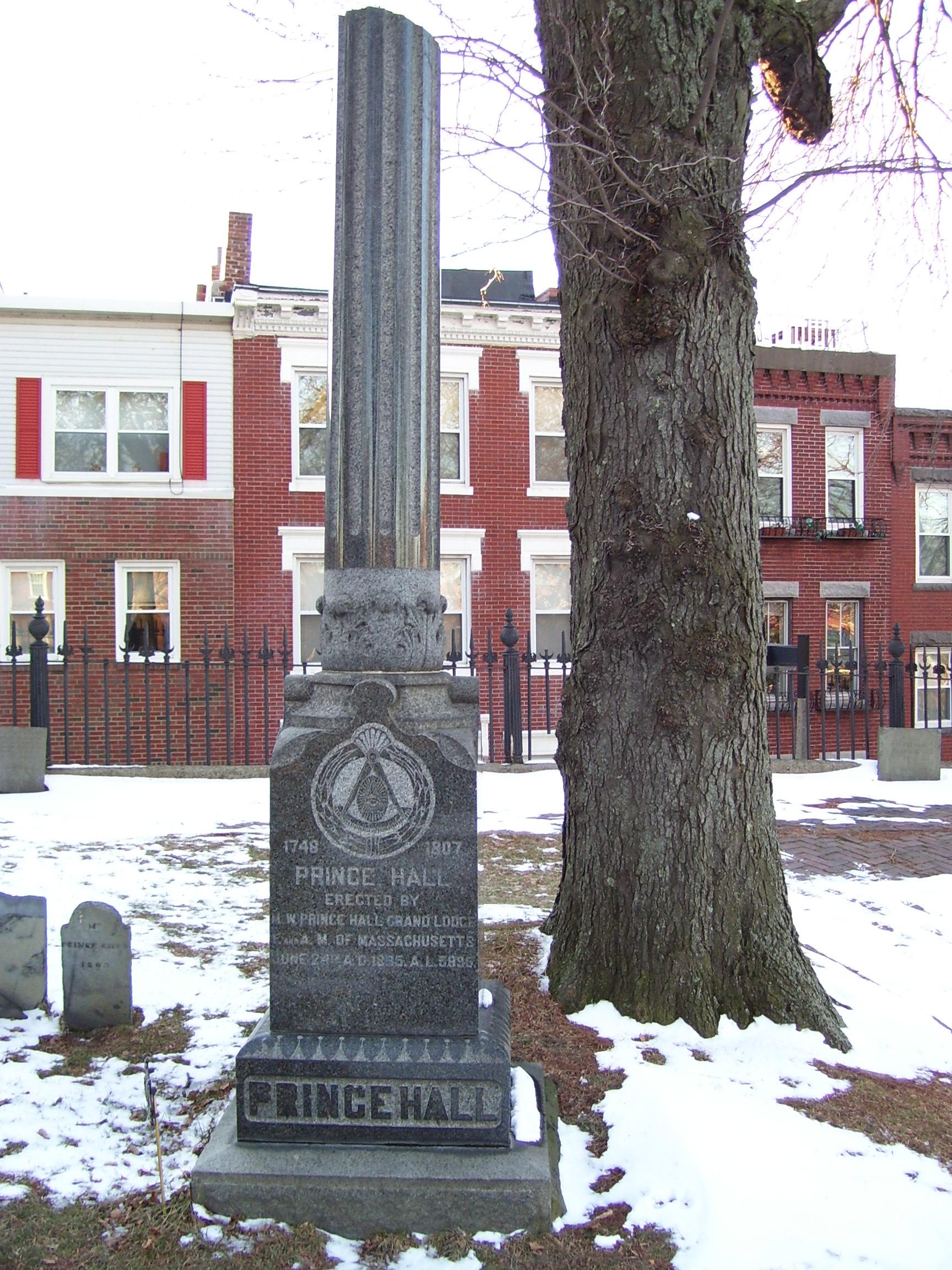
Надгробный памятник члена Принса Холла (Бостон)

6 марта 1775 года американец африканского происхождения по имени Принс Холл был возведён в степень мастера-масона в ирландской конституционной военной масонской ложе № 441, наряду с четырнадцатью другими афроамериканцами: Сирусом Джонстоном, Буэстоном Сингером, Принсом Рисом, Джоном Кантоном, Питером Фриманом, Бенджамином Тайлером, Даффом Руформом, Томасом Сантерсоном, Принсом Райденом, Катом Спейном, Бостоном Смитом, Питером Бестом, Фортеном Хорвардом и Ричардом Титли, и все они, видимо, считались свободными от рождения. Когда военная ложа покинула этот район, афроамериканцы получили право собираться в ложе, проводить шествия в дни Святого Иоанна и проводить масонские похороны, но они были лишены права присваивать градусы и организовывать другие масонские работы. Эти люди подали заявление и получили патент от Великой ложи Англии в 1784 году, сформировав Африканскую ложу № 459.
Несмотря на то что вышел указ (что все американские Великие ложи Древних и Современных должны слиться после 1813 года), Африканская ложа № 459 преобразовала себя в Африканскую ложу № 1 (не путать с различными великими ложами на континенте Африка), и отделилась от ОВЛА и признаваемого ею масонства. Это привело к традиции отдельных, преимущественно афроамериканских юрисдикций в Северной Америке, которые известны под общим названием — Масонство Принса Холла. Разгул расизма и сегрегации в Северной Америке сделал невозможным для афроамериканцев присоединиться ко многим ложам основного масонского движения (мейнстрим), и многие основные великие ложи в Северной Америке отказались признать законными ложи Принса Холла и масонов Принса Холла на их территории.
На протяжении многих лет, в Принс Холле и «мейнстримовские» великие ложи были интегрированные члены, хотя в некоторых южных штатах это была политика, а не практика. Сегодня многие ложи Принса Холла признаны ОВЛА, а также большинством великих лож в США и многими великими ложами в мире. Хотя нет какой-либо великой ложи, которая считала бы общепризнанным в настоящее время все ложи Принса Холла. ОВЛА признаёт некоторые ложи Принса Холла из признанных великих лож, не все, но продолжает работать в направлении дальнейшего признания. Согласно данным собранным в 2008 году, 41 из 51 основных американских великих лож признавали великие ложи Принса Холла.

## Первые великие мастера Принса Холла
1. Принс Холл (Бостон, Массачусетс) — первый великий мастер в 1791—1807 годах;
2. Неро Принс (Бостон, Массачусетс) — великий мастер в 1808 году;
3. Джордж Мидлтон (1735—1815) (Бостон, Массачусетс) — великий мастер в 1809—1810 годах. Командир Рядовых Америки — подразделения чернокожих солдат во время Американской революции. Рядовые получили флаг от губернатора Джона Хэнкока за верную службу. Мидлтон был также основателем благотворительного африканского общества;
4. Питер Лью (Дрейкат, Массачусетс) — великий мастер в 1811—1816 годах;
5. Сэмрсон Х. Муди — великий мастер в 1817—1825 годах;
6. Джон Т. Хилтон — великий мастер в 1826—1827 годах;
7. Уолкер Льюис (Лоуэл, Массачусетс) — великий мастер в 1829—1830 годах;
8. Томас Далтон — великий мастер в 1831—1832 годах.